# Electroacústica
L'electroacústica és la part de l'acústica que s'ocupa de l'estudi, anàlisi, disseny de dispositius que converteixen energia elèctrica en acústica i viceversa, així com dels seus components associats. Entre aquests es troben els micròfons, acceleròmetres, altaveus, excitadors de compressió, audiòfons, calibradors acústics i vibradors. Els micròfons i altaveus són els seus màxims representants. Aquests són anomenats genèricament transductor és: dispositius que transformen so a electricitat i viceversa. Aquesta conversió d'ens de naturalesa completament diferent, es realitza mitjançat principis electromecànics i electromagnètics fent ús per exemple de micròfons i altaveus entre d'altres. Els elements de processament d'àudio són dispositius que alteren o modifiquen d'alguna forma característiques del so, quan aquest està representat per una variable elèctrica. Les característiques que modifiquen són d'índole variada com: amplitud, rang dinàmic, resposta en freqüència, resposta en el temps, timbre, etc. El processament es porta a terme de manera electrònica, utilitzant la tecnologia de semiconductor és i la tecnologia digital.

## Dispositius
Els micròfons i altaveus són els seus màxims representants. Aquests són anomenats genèricament transductors electroacústics: dispositius que transformen electricitat a so i viceversa. Aquesta conversió d'energies de naturalesa completament diferent, es realitza acudint a principis físics com ara l'electromagnetisme i la mecànica. Els elements de processament d'àudio són dispositius que alteren o modifiquen d'alguna manera les característiques del so, quan aquest està representat per una variable elèctrica. Les característiques a modificar són d'índole variada com: amplitud, rang dinàmic, resposta a freqüència, resposta en el temps, timbre, etc. El processament es porta a terme de manera electrònica, utilitzant entre altres la tecnologia de semiconductor és i la tecnologia digital en general.

## Història
La música electroacústica té l'origen en la fusió de les dues tendències de la música tecnològica de tradició clàssica, en els anys cinquanta: la música electrònica (amb sons generats electrònicament) i la música concreta (generada a partir de la manipulació de sons concrets gravats en cinta magnètica). Diversos centres de recerca, universitats i estudis privats voltant del món han estat decisius per al desenvolupament d'aquesta música, ja que en ells s'ha experimentat amb noves tecnologies i fet música a partir d'elles.